# DJ Buffonge
Darren Raekwon (DJ) McIntosh-Buffonge (Londen, 7 november 1998) is een Antiguaans-Engels voetballer die als middenvelder voor Telstar speelt. Zijn oudere broer, Dajour Buffonge, is international van Montserrat.

## Carrière
DJ Buffonge speelde in de jeugd van Arsenal FC, Fulham FC en Manchester United FC. In februari 2017 werd hij geselecteerd voor het Antiguaans voetbalelftal onder 20, maar kwam nooit in actie voor dit team. In 2019 vertrok hij transfervrij van Manchester United naar het Italiaanse Spezia Calcio 1906. Hij debuteerde hier in het betaald voetbal op 18 augustus 2019, in de met 1-0 verloren uitwedstrijd tegen US Sassuolo in het toernooi om de Coppa Italia. Hij kwam in de 62e minuut in het veld voor Delano Burgzorg. Naast deze wedstrijd was hij nog driemaal als invaller actief in de Serie B voor Spezia. In de tweede seizoenshelft van 2019/20 werd hij verhuurd aan US Pergolettese 1932 uit de Serie C. Hier speelde hij maar één wedstrijd, omdat het seizoen vroegtijdig werd beëindigd vanwege de coronacrisis. In de zomer van 2020 sloot hij na een stageperiode aan bij NAC Breda, waar hij een contract voor twee jaar tekende. Nadat hij zijn contract in de winter van 2023 uitdiende, tekende hij transfervrij bij Telstar.

### Statistieken
| Seizoen                    | Club                   | Land           | Competitie     | Competitie | Competitie | Beker | Beker | Totaal | Totaal |
| Seizoen                    | Club                   | Land           | Competitie     | Wed.       | Dlp.       | Wed.  | Dlp.  | Wed.   | Dlp.   |
| -------------------------- | ---------------------- | -------------- | -------------- | ---------- | ---------- | ----- | ----- | ------ | ------ |
| 2019/20                    | Spezia Calcio 1906     | Italië         | Serie B        | 3          | 0          | 1     | 0     | 4      | 0      |
| 2019/20                    | → US Pergolettese 1932 | Italië         | Serie C        | 1          | 0          | 0     | 0     | 1      | 0      |
| 2020/21                    | NAC Breda              | Nederland      | Eerste divisie | 13         | 1          | 1     | 0     | 14     | 1      |
| 2021/22                    | NAC Breda              | Nederland      | Eerste divisie | 4          | 0          | 0     | 0     | 4      | 0      |
| 2022/23                    | Telstar                | Nederland      | Eerste divisie | 4          | 0          | 0     | 0     | 4      | 0      |
| Carrièretotaal             | Carrièretotaal         | Carrièretotaal | Carrièretotaal | 25         | 1          | 2     | 0     | 27     | 1      |
| Bijgewerkt op 12 juni 2023 |                        |                |                |            |            |       |       |        |        |